# Scherochorella
Scherochorella es un género de foraminífero bentónico de la familia Kunklerinidae, de la superfamilia Hormosinoidea, del suborden Hormosinina y del orden Lituolida. Su especie tipo es Reophax minuta. Su rango cronoestratigráfico abarca desde el Mississippiense (Carbonífero inferior) hasta la Actualidad.

## Discusión
Clasificaciones previas incluían Scherochorella en la subfamilia Reophacinae de la familia Hormosinidae, así como en el suborden Textulariina del orden Textulariida o en el orden Lituolida sin diferenciar el suborden Hormosinina.

## Clasificación
Scherochorella incluye a las siguientes especies:
- Scherochorella congoensis
- Scherochorella densiformis
- Scherochorella minuta
- Scherochorella moniliforme